# カプカプ
『カプカプ』は、2024年11月28日（27日深夜）から12月26日（25日深夜）までテレビ東京系列の深夜ドラマ枠「水ドラ25」にて放送されたテレビドラマ。主演はドラマ初主演となるSakurashimeji（田中雅功・髙田彪我）。

## あらすじ
就職活動を終え卒業を控えている大学4年生の沖田海斗と鷹見亮。
性格は真逆だが親友同士の2人は、海斗のある目的のため、千葉から西を目指して自転車旅をすることに。お金がない2人は、旅の資金を節約するため初めてカプセルホテルを利用。最初は普通のホテルとは違う仕様に戸惑う2人だが、徐々にカプセルホテルの楽しみ方を見つけていく。そして、右も左もわからない2人にカプセルホテルの魅力や過ごし方のコツを教えてくれる常連客との出会いが、社会人を間近に控えた2人に様々な気づきを与えてくれる。

## キャスト

### 主要人物
沖田海斗
演 - 田中雅功
大学4年生。明るく前向き。コミュニケーション能力に長けている
鷹見亮
演 - 髙田彪我
大学4年生。いつも冷静。海斗のお守り役となっている。

### ゲスト

#### 第1話
サトシ
演 - 小手伸也
千葉県船橋市のカプセルホテル「ジートピア」常連客。
リン
演 - 坂東希
「ジートピア」内レストランのスタッフ。
客
演 - 大辻賢吾
「ジートピア」の客。
マッサージスタッフ
演 - 藤原絵里
「ジートピア」内マッサージ室のスタッフ。

#### 第2話
ユミ
演 - 真矢ミキ
東京上野のカプセルホテル「Smart Stay SHIZUKU」の常連客。
ケイスケ
演 - 山中聡
「Smart Stay SHIZUKU」の客。
男性アイドル
演 - 和田有徳
ユミが推しているアイドル。
スタッフ
演 - アライジン
「Smart Stay SHIZUKU」内ラウンジ コミュニケーションエリア スタッフ。
ケイスケの妻子
演 - 宮崎ちはる、井上明香里、井上進士郎
ケイスケを迎えに来た妻と娘、息子。

#### 第3話
長田
演 - 近藤芳正
名古屋のカプセルホテル「ウェルビー栄」の常連客。
長田アツコ
演 - 宍戸美和公
名古屋のカプセルホテル「ウェルビー栄」の常連客。

#### 第4話
伊集院宝
演 - 山崎樹範

#### 最終話
川島
演 - 松尾諭
大阪のカプセルホテル「カプセルイン大阪」の常連客。
ケン
演 - ベンガル

## スタッフ
- 脚本 - マンボウやしろ、映月[1]
- 監督 - 八重樫風雅[1]
- 音楽 - D flat
- 主題歌 - Sakurashimeji「いつかサヨナラ」（SDR）[6]
- ナレーター - 田中要次[6]
- プロデューサー - 漆間宏一（テレビ東京）、千葉貴也（テレビ東京）、加藤伸崇（S・D・P）、古賀奏一郎（SS工房）
- 制作 - テレビ東京、S・D・P
- 制作協力 - SS工房
- 製作著作 - 「カプカプ」製作委員会

## 放送日程
| 各話   | 放送日   | サブタイトル             | カプセルホテル                    | 脚本           |
| ------ | -------- | ------------------------ | --------------------------------- | -------------- |
| 第一話 | 11月28日 | カプセルホテル始めました | 千葉・船橋 「ジートピア」         | マンボウやしろ |
| 第二話 | 12月05日 | 進化する僕らとカプセル   | 東京・上野 「Smart Stay SHIZUKU」 | 映月           |
| 第三話 | 12月12日 | 癒しの森で迷える友情     | 名古屋 「ウェルビー栄」           | 映月           |
| 第四話 | 12月19日 | 京都の各自金の話         | 京都 「安心お宿」                 | マンボウやしろ |
| 最終話 | 12月26日 | カプタス笑う             | 大阪 「カプセルイン大阪」         | マンボウやしろ |

## 放送局
| 放送期間                  | 放送時間                     | 放送局         | 対象地域       | 備考   |
| ------------------------- | ---------------------------- | -------------- | -------------- | ------ |
| 2024年11月28日 - 12月26日 | 木曜 1:00 - 1:30（水曜深夜） | テレビ東京     | 関東広域圏     | 製作局 |
|                           |                              | テレビ北海道   | 北海道         |        |
|                           |                              | テレビ愛知     | 愛知県         |        |
|                           |                              | テレビせとうち | 岡山県・香川県 |        |
|                           |                              | TVQ九州放送    | 福岡県         |        |
| 2025年1月12日 - 2月9日    | 日曜 1:25 - 1:55（土曜深夜） | テレビ大阪     | 大阪府         |        |